# المكراب (مذيخرة)

تعديل مصدري - تعديل

المكراب محلة تابعة لقرية المراونة، التابعة لعزلة حليان بمديرية مذيخرة إحدى مديريات محافظة إب في الجمهورية اليمنية، بلغ تعداد سكانها 57 حسب تعداد اليمن لعام 2004.